# Liste der Stolpersteine in der Comarca Berguedà

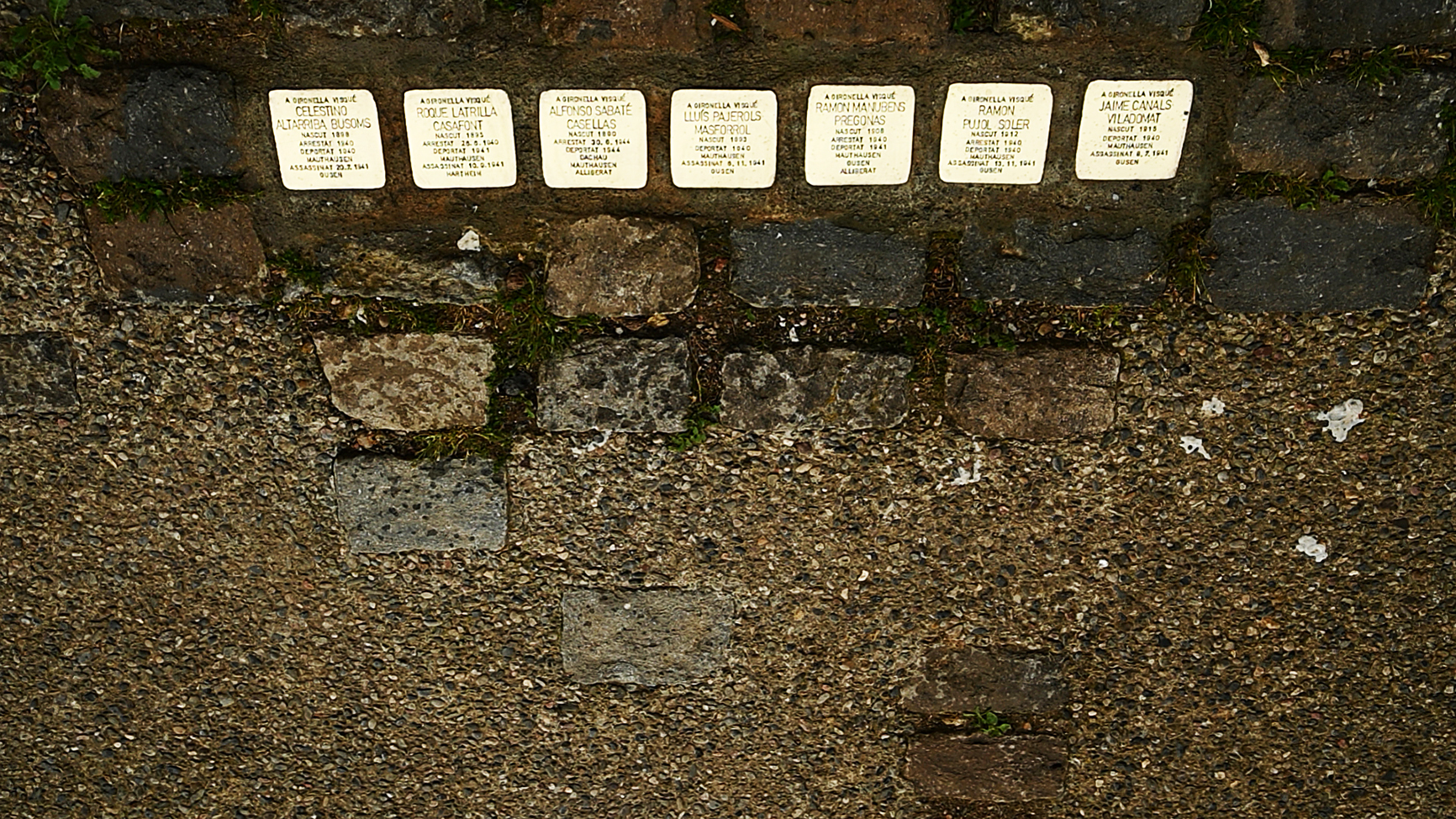
Stolpersteine in Gironella

Die Liste der Stolpersteine in der Comarca Berguedà enthält die Stolpersteine in der Comarca Berguedà in der spanischen Provinz Barcelona, die vom Kölner Künstler Gunter Demnig verlegt wurden. Stolpersteine erinnern an das Schicksal der Menschen, die von den Nationalsozialisten ermordet, deportiert, vertrieben oder in den Suizid getrieben wurden. Sie liegen im Regelfall vor dem letzten selbstgewählten Wohnsitz des Opfers, in Montornès del Vallès jedoch gesammelt an einem zentralen Platz der Stadt.
Die ersten Verlegungen in dieser Comarca erfolgten am 19. April 2019 in Gironella und Puig-reig. Die katalanische Übersetzung des Begriffes Stolpersteine lautet: pedres que fan ensopegar. Auf Spanisch werden sie piedras de la memoria (Erinnerungssteine) genannt.

## Verlegte Stolpersteine
Die Tabellen sind teilweise sortierbar; die Grundsortierung erfolgt alphabetisch nach dem Familiennamen.

### Gironella
In Gironella wurden am 19. April 2019 sieben Stolpersteine an einer Adresse verlegt.
| Stolperstein | Übersetzung | Verlegeort           | Name, Leben                |
| ------------ | --- | -------------------- | -------------------------- |
|              | HIER WOHNTE CELESTINO ALTARRIBA BUSOMS GEBOREN 1898 VERHAFTET 1940 DEPORTIERT 1940 MAUTHAUSEN ERMORDET 20.7.1941 GUSEN      | Passeig de Cal Metre | Celestino Altarriba Busoms |
|              | HIER WOHNTE JAIME CANALS VILADOMAT GEBOREN 1915 DEPORTIERT 1940 MAUTHAUSEN ERMORDET 8.7.1941 GUSEN                          | Passeig de Cal Metre | Jaime Canals Viladomat     |
|              | HIER WOHNTE ROQUE LATRILLA CASAFONT GEBOREN 1895 VERHAFTET 26.6.1940 DEPORTIERT 1941 MAUTHAUSEN ERMORDET 10.9.1941 HARTHEIM | Passeig de Cal Metre | Roque Latrilla Casafont    |
|              | HIER WOHNTE RAMON MANUBENS PREGONAS GEBOREN 1908 VERHAFTET 1940 DEPORTIERT 1941 MAUTHAUSEN GUSEN BEFREIT                    | Passeig de Cal Metre | Ramon Manubens Pregonas    |
|              | HIER WOHNTE LLUÌS PAJEROLS MASFORROL GEBOREN 1893 DEPORTIERT 1940 MAUTHAUSEN ERMORDET 6.11.1941 GUSEN                       | Passeig de Cal Metre | Lluís Pajerols Masforrol   |
|              | HIER WOHNTE RAMON PUJOL SOLER GEBOREN 1912 VERHAFTET 1940 DEPORTIERT 1940 MAUTHAUSEN ERMORDET 13.11.1941 GUSEN              | Passeig de Cal Metre | Ramon Pujol Soler          |
|              | HIER WOHNTE ALFONSO SABATÉ CASELLAS GEBOREN 1890 VERHAFTET 30.6.1944 DEPORTIERT 1944 DACHAU MAUTHAUSEN BEFREIT              | Passeig de Cal Metre | Alfonso Sabaté Casellas    |

### Puig-reig
In Puig-reig wurden am 19. April 2019 drei Stolpersteine an einer Adresse verlegt. Später wurden dort sechs weitere Stolpersteine verlegt.
| Stolperstein | Übersetzung                                                                                               | Verlegeort       | Name, Leben                |
| ------------ | --- | ---------------- | -------------------------- |
|              | HIER WOHNTE ÀNGEL CALSINA CLARET GEBOREN 1904 EXIL DEPORTIERT 1941 MAUTHAUSEN ERMORDET 17.1.1942 GUSEN    | Plaça de la Creu | Ángel Calsina Claret       |
|              | HIER WOHNTE JOSEP CANAL ARDERIU GEBOREN 1906 EXIL DEPORTIERT 1941 MAUTHAUSEN BEFREIT                      | Plaça de la Creu | Josep Canal Arderiu        |
|              | HIER WOHNTE ESTEVE CANDÀLIGA CANDÀLIGA GEBOREN 1913 EXIL DEPORTIERT 1940 MAUTHAUSEN BEFREIT               | Plaça de la Creu | Esteve Candaliga Candaliga |
|              | HIER WOHNTE ENRIC GARRIGA RIERA GEBOREN 1900 EXIL DEPORTIERT 1941 MAUTHAUSEN ERMORDET 3.11.1941 GUSEN     | Plaça de la Creu | Enric Garriga Riera        |
|              | HIER WOHNTE FRANCESC HUCH BERENGUER GEBOREN 1902 EXIL DEPORTIERT 1940 MAUTHAUSEN BEFREIT                  | Plaça de la Creu | Francisco Huch Berenguer   |
|              | HIER WOHNTE JOAN POUS VIÑETA GEBOREN 1894 EXIL DEPORTIERT 1940 MAUTHAUSEN ERMORDET 8.11.1941 GUSEN        | Plaça de la Creu | Joan Pous Viñeta           |
|              | HIER WOHNTE JOAN PUIGCERCÓS FÍGOLS GEBOREN 1895 EXIL DEPORTIERT 1940 MAUTHAUSEN ERMORDET 14.11.1941 GUSEN | Plaça de la Creu | Joan Puigcercós Fígols     |
|              | HIER WOHNTE RAMON SERRA GENÉ GEBOREN 1886 EXIL DEPORTIERT 1941 MAUTHAUSEN ERMORDET 26.9.1941              | Plaça de la Creu | Ramon Serra Gené           |
|              | HIER WOHNTE JOSEP SOLÉ CANALS GEBOREN 1905 EXIL DEPORTIERT 1944 DACHAU ERMORDET 10.11.1944 FLOSSENBÜRG    | Plaça de la Creu | Josep Solé Canals          |

## Verlegedaten
Die Stolpersteine in dieser Comarca wurden an folgenden Tagen verlegt:
- 19. April 2019 in Gironella und Puig-reig (3), vom Künstler selbst,
- weitere sechs in Puig-rein zu einem unbekannten Zeitpunkt